# Trypeticus brevis
Trypeticus brevis är en skalbaggsart som beskrevs av Kanaar 2003. Trypeticus brevis ingår i släktet Trypeticus och familjen stumpbaggar. Inga underarter finns listade i Catalogue of Life.